# Unterseeboot 562
L'Unterseeboot 562 ou U-562 est un sous-marin allemand (U-Boot) de type VIIC utilisé par la Kriegsmarine pendant la Seconde Guerre mondiale.
Le sous-marin fut commandé le 16 octobre 1939 à Hambourg (Blohm & Voss), sa quille fut posée le 7 février 1940, il fut lancé le 24 janvier 1941 et mis en service le 20 mars 1941, sous le commandement de l'Oberleutnant zur See Herwig Collmann.
Il fut coulé en février 1943 au large de la Libye.

## Conception
Unterseeboot type VII, l'U-562 avait un déplacement de 769 tonnes en surface et 871 tonnes en plongée. Il avait une longueur totale de 67,10 m, un maître-bau de 6,20 m, une hauteur de 9,60 m et un tirant d'eau de 4,74 m. Le sous-marin était propulsé par deux hélices de 1,23 m, deux moteurs diesel Germaniawerft M6V 40/46 de 6 cylindres en ligne de 1 400 cv à 470 tr/min, produisant un total de 2 060 à 2 350 kW en surface et de deux moteurs électriques BBC GG UB 720/8 de 375 cv à 295 tr/min, produisant un total 550 kW, en plongée. Le sous-marin avait une vitesse en surface de 17,7 nœuds (32,8 km/h) et une vitesse de 7,6 nœuds (14,1 km/h) en plongée. Immergé, il avait un rayon d'action de 80 milles marins (150 km) à 4 nœuds (7,4 km/h; 4,6 milles par heure) et pouvait atteindre une profondeur de 230 m. En surface son rayon d'action était de 8 500 milles nautiques (soit 15 700 km) à 10 nœuds (19 km/h).
L'U-562 était équipé de cinq tubes lance-torpilles de 53,3 cm (quatre montés à l'avant et un à l'arrière) qui contenait quatorze torpilles. Il était équipé d'un canon de 8,8 cm SK C/35 (220 coups) et d'un canon antiaérien de 20 mm Flak. Il pouvait transporter 26 mines TMA ou 39 mines TMB. Son équipage comprenait 4 officiers et 40 à 56 sous-mariniers.

## Historique
Il effectue sa période d'essai et d'entraînement au sein de la 1. Unterseebootsflottille jusqu'au 1er juin 1941, puis il intègre sa formation de combat dans cette même flottille et finira sa carrière dans la 29. Unterseebootsflottille à partir du 1er janvier 1942.
Lors de ses deux premières patrouilles, malgré les contacts avec plusieurs convois, l'U-562 ne rencontra aucun succès.
Dans les premières heures du 22 septembre 1941, l'U-562 remporte son premier succès : il torpille et coule un navire britannique dans l'est-nord-est du cap Farvel.
Le 2 octobre 1941, l'U-562 envoie par le fond un escorteur (C.A.M.) britannique, faisant partie de l'escorte du convoi ON-19, dans l'est du cap Farewell. L'équipage de l'escorteur met à l'eau deux canots de sauvetage. L'un d'eux est retrouvé quinze jours plus tard par un Catalina américain basé en Islande qui recueille les seize marins. L'autre canot de sauvetage n'est jamais retrouvé.
Le sous-marin part le 17 novembre 1941 de Brest pour la Méditerranée. Il passe le détroit de Gibraltar dans la nuit du 27 au 28 novembre 1941. Il prend ensuite position au large des côtes du Maroc et dans les premières heures du 2 décembre 1941, il coule un navire britannique au large de Punta Negri.
Le 23 décembre, il attaque un convoi près de Tobrouk, manquant un navire d'escorte. Le lendemain il attaque un vapeur sans succès également.
L'U-562 mouille onze mines TMB (opération Morgenstern) près de Famagouste. Celles-ci touchent, le 29 avril 1942, deux bateaux de pêche britanniques qui coulent. L'opération consistait à mouiller des mines à l'extérieur des champs de mines britanniques. Le 14 juillet 1942, il endommage un navire hollandais près de Sidon.
Le 21 décembre 1942, l'U-562 torpille un transport de troupe britannique. Ce navire convoyait 4 656 hommes de troupe, des infirmières et 466 hommes d'équipage. Il coule le lendemain pendant son remorquage. Six hommes d'équipage et deux officiers de l'armée sont portés disparus. Deux jours plus tard, le sous-marin est attaqué par erreur par un avion allemand, avec des charges de profondeur, il est également mitraillé. Les dommages sont inconnus et il rentre à la base le lendemain.
L'U-562 est coulé le 19 février 1943 dans le nord-nord-est de Benghazi, à la position 32° 57′ N, 20° 54′ E, par un Wellington du Sqn 38 et par des charges de profondeur de deux destroyers britanniques HMS Hursley et HMS Isis.
Les 49 membres d'équipage meurent dans cette attaque.

## Affectations
- 1. Unterseebootsflottille du 20 mars 1941 au 1er juin 1941 (Période de formation).
- 1. Unterseebootsflottille du 1er juin 1941 au 31 décembre 1941 (Unité combattante).
- 29. Unterseebootsflottille du 1er janvier 1942 au 19 février 1943 (Unité combattante).

## Commandement
- Oberleutnant zur See Herwig Collmann du 20 mars 1941 au 3 septembre 1941.
- Kapitänleutnant Horst Hamm du 4 septembre 1941 au 19 février 1943.

## Patrouilles
|       | Commandant            | Départ            | Départ    | Arrivée          | Arrivée   | Jours     | Succès   |
| ----- | --------------------- | ----------------- | --------- | ---------------- | --------- | --------- | -------- |
| 1     | Oblt. Herwig Collmann | 19 juin 1941      | Kiel      | 30 juillet 1941  | Lorient   | 42 jours  |          |
| 2     | Oblt. Herwig Collmann | 25 août 1941      | Lorient   | 3 septembre 1941 | Brest     | 10 jours  |          |
| 3     | Oblt. Horst Hamm      | 11 septembre 1941 | Brest     | 15 octobre 1941  | Brest     | 35 jours  | 9 053    |
| 4     | Oblt. Horst Hamm      | 17 novembre 1941  | Brest     | 6 décembre 1941  | Messine   | 20 jours  | 4 274    |
| 5     | Oblt. Horst Hamm      | 6 décembre 1941   | Messine   | 29 décembre 1941 | Pola      | 24 jours  |          |
| 6     | Oblt. Horst Hamm      | 4 avril 1942      | Pola      | 11 mai 1942      | Pola      | 38 jours  | 238      |
| 7     | Kptlt. Horst Hamm     | 22 juin 1942      | Pola      | 25 juillet 1942  | La Spezia | 34 jours  |          |
| 8     | Kptlt. Horst Hamm     | 5 septembre 1942  | La Spezia | 18 octobre 1942  | La Spezia | 44 jours  |          |
| 9     | Kptlt. Horst Hamm     | 22 novembre 1942  | La Spezia | 24 décembre 1942 | La Spezia | 33 jours  | 23 722   |
| 10    | Kptlt. Horst Hamm     | 7 février 1943    | La Spezia | 19 février 1943  | Coulé     | 13 jours  |          |
| Total | Total                 | Total             | Total     | Total            | Total     | 293 jours | 40 646 t |

Note : Oblt. = Oberleutnant zur See - Kptlt. = Kapitänleutnant

### OpérationsWolfpack
L'U-562 opéra avec les Wolfpacks (meute de loups) durant sa carrière opérationnelle.
- Bosemüller (28 août – 2 septembre 1941)
- Brandenburg (15 septembre – 2 octobre 1941)

## Navires coulés
L'U-562 coula 6 navires marchands totalisant 37 287 tonneaux et endommagea 1 navire marchand de 3 359 tonneaux au cours des 10 patrouilles (293 jours en mer) qu'il effectua.
| Date              | Nom         | Nationalité | Tonnage | Fait      |
| ----------------- | ----------- | ----------- | ------- | --------- |
| 22 septembre 1941 | Erna III    | Royaume-Uni | 1 590   | Coulé     |
| 2 octobre 1941    | Empire Wave | Royaume-Uni | 7 463   | Coulé     |
| 2 décembre 1941   | Grelhead    | Royaume-Uni | 4 274   | Coulé     |
| 29 avril 1942     | Alliance    | Royaume-Uni | 81      | Coulé     |
| 14 juillet 1942   | Adinda      | Pays-Bas    | 3 359   | Endommagé |
| 21 décembre 1942  | Strathallan | Royaume-Uni | 23 722  | Coulé     |